# 福岡県道253号上矢山中黒田線
福岡県道253号上矢山中黒田線（ふくおかけんどう253ごう かみややまなかくろだせん）は、福岡県京都郡みやこ町を通る一般県道である。

## 概要
京都郡みやこ町勝山上矢山から京都郡みやこ町勝山箕田に至る。
京都郡みやこ町勝山上矢山から、京都郡みやこ町勝山地区北部を長峡川に沿って通る。途中、福岡県道64号苅田採銅所線と接続するまでの区間は道幅が狭い。北九州市と隣接する黒田橋で国道201号と接続して終点となる。

### 路線データ
- 起点：福岡県京都郡みやこ町勝山上矢山
- 終点：福岡県京都郡みやこ町勝山箕田（黒田橋交差点、国道201号交点）

## 地理

### 通過する自治体
- 京都郡みやこ町

### 交差する道路
| 交差する道路             | 交差する場所 | 交差する場所        |
| ------------------------ | ------------ | ------------------- |
| 福岡県道64号苅田採銅所線 | 勝山岩熊     | 諫山駐在所前交差点  |
| 国道201号                | 勝山箕田     | 黒田橋交差点 / 終点 |

### 沿線
- 行橋警察署 諫山駐在所
- みやこ町立諫山小学校
- 平尾台

### 峠
- 味見峠（行橋市）